# Aba (keresztnév)
Az Aba  férfinév török eredetű régi magyar személynévből illetve  nemzetségnévből származik. Jelentése: apa.

## Rokon nevek
Az Aba anyakönyvezhető rokon nevei:
- Abád:[1] -d kicsinyítőképzővel képzett származék, régi magyar személynév[2]
- Atád: régi magyar személynév. Jelentése: apácska.
- Abos:[1] -s kicsinyítőképzővel képzett származék, régi magyar személynév[2]
- Abosa:[1] valószínűleg az Aba vagy az Abos továbbképzése
- Abod:[1] -d kicsinyítőképzővel képzett származék, régi magyar személynév[2]
- Abony:[1] -ny kicsinyítőképzővel képzett származék, régi magyar személynév[2]

## Gyakorisága
Az Aba férfinévként  a 11 – 15. században volt használatos, majd a 19. században újították fel.
Az újszülötteknek adott nevek körében az 1990-es években az Aba igen ritka név, az Abád, Abos, Abod és Abony nevek pedig szórványosan fordultak elő. A 2000-es és a 2010-es években sem szerepeltek a 100 leggyakrabban adott férfinév között.
A teljes népességre vonatkozóan a 2000-es és a 2010-es években az Aba és rokon nevei nem szerepeltek a 100 leggyakrabban viselt férfinév között.

## Névnap
- Aba:  november 12.,[2] január 26.,[5] augusztus 16.[5]
- Abos, Abod: november 12.[2]
- Abony: július 12.[2]

## Híres Abák, Abádok, Abodok, Abonyok, Abosok, Abosák
„Aba” utónevű személyek szócikkeinek listája a Wikidata alapján

## Egyéb előfordulások
Aba Sámuel király esetében az Aba ragadványnév, ebből alakult ki az Aba Amadénál használt Aba nemzetségnév.